# 伊達あい
伊達あい（だて あい、1980年1月16日 - ）は、日本のグラビアアイドル。
栃木県出身。前芸名：MISAKI。

## 来歴
- 2003年、デパートで受付をしていたところを、スカウトされ芸能界入り。20歳という節目と、もともと、芸能界に興味と憧れがあり意気揚々と芸能界への扉を開けた。同年、デビューは週刊アサヒ芸能のグラビア撮影。このグラビアをきっかけに写真集『in side』発売など順調なスタートとなった。チャレンジ精神が旺盛で露出が激しいグラビア撮影も果敢に挑戦する。
- 2005年 両国国技館で雪女として大谷晋二郎と対戦する。
- 2006年 テレビ朝日系『特命係長 只野仁』の総務2課のOL役でレギュラー出演。2008年の『特命係長 只野仁 最後の劇場版』にも出演を果たすが以来、芸能活動を一時休止する。
- 2010年5月21日 3年ぶりとなる復帰第一作DVD ｢Steal My Heart｣を発表。
- 2014年4月8日に4歳年下の経営コンサルタントと入籍したことと、同時に妊娠していることをブログで明らかにする[1]。同年8月5日長女を出産。

## 人物
- 愛犬はきなこ色のチワワ。名前はきなこ。好きな食べ物。焼き肉、しゃぶしゃぶ。趣味は料理で、パン作りが得意。a" />
- 2003年、テレビ東京系『アーポンギベイビー』のコーナーでユニット「アーポンギギャル」を結成。
- 2004年、映画『本当にあった怖い話』(配給：パル企画)ではお笑い芸人の「インパルス」と共演。演技の経験も積みグラビアから女優へとステップアップも目指す。憧れの女優は麻生久美子。
- 「Splash」では日本人初となるパプアニューギニアの現地住民も近付かないジャングルの中でのロケを敢行。

## 出演

### イメージガール
- 映画｢スコーピオン｣　イメージガール

### 写真集
- 「inside」 彩文館（2003年3月）

### TV
- テレビ朝日 - 「特命係長 只野仁」SP第3弾、3rdシーズン、SP第4弾(2007年1月〜3月)
- テレビ東京 - 「アーポンギベイビー」（2003年5月〜2003年9月）
- テレビ東京 - 「肉力強女」（2003年10月〜2004年9月）
- CS朝日 - 「愛しのメロンパン」

### ラジオ
- MBSラジオ - まだまだゴチャ・まぜっ!〜集まれヤンヤン〜（2012年4月21日  - 2013年4月13日）

### 映画
- ほんとうにあった怖い話 怨霊 / 配給：パル企画（2004年3月公開）
  - 劇場版 ほんとうにあった怖い話 3D / 配給：パル企画（2010年10月公開）
- 特命係長 只野仁 最後の劇場版 / 配給：松竹（2008年12月公開）
- 恋谷橋 / 配給：パル企画（2011年11月公開）

### イメージビデオ
- M-open / ベガファクトリー（2003年12月30日発売）
- Breeze / 徳間ジャパンコミュニケーションズ（2004年10月27日発売）
- 月刊 フューチャーアクトレス / ジャパン・デジタル・コンテンツ（2005年5月18日発売）
- LOVE LESSON / ぶんか社（2004年12月27日発売）
- シークレット〜盗撮〜 / ぶんか社（2005年2月25日発売）
- NAKED LEOPARDESS / 日本メディアサプライ
- MISAKI with you / フォーサイド・ドット・コム（2004年発売）
- 悩殺ナンパ! アイドルMISAKIを狙え!!/ GPミュージアム（2005年11月25日発売）
- Steal My Heart / イーネットフロンティア（2010年5月21日発売）
- Splash / 竹書房（2010年11月19日発売）

### イベント
ハッスル8（2005年3月18日）

### WEB
casTY ひかり荘

### PV
AFRA SCRATCH ME!
ナイス橋本　マイ★フレンド

### 携帯サイト
- アイドルがイッパイ（アイパイ）